# صفحة 3
الصفحة 3، أو الصفحة الثالثة، كانت تقليدًا صحفيًا بريطانيًا لنشر صورة كبيرة لعارضة أزياء عارية الصدر (تُعرف باسم فتاة الصفحة 3) على الصفحة الثالثة من الصحف الشعبية. قدمت صحيفة ذا صن هذه الميزة في نوفمبر 1970، مما زاد من عدد قرائها ودفع الصحف الشعبية المنافسة، بما في ذلك ديلي ميرور، ذا صنداي بيبول، وذا ديلي ستار، إلى البدء في عرض عارضات أزياء عاريات الصدر على صفحاتها الثالثة. ومن بين عارضات الصفحة 3 الشهيرات ليندا لوساردي، سامانثا فوكس، كاتي برايس، وكيلي هازل.
على الرغم من أن المدافعين عن الصفحة 3 صوروها على أنها تقليد ثقافي بريطاني غير ضار، إلا أنها كانت مثيرة للجدل طوال تاريخها، مما أثار انتقادات من المحافظين، الذين مالوا إلى اعتبارها إباحية خفيفة غير مناسبة للإدراج في الصحف الوطنية. والنسويات الذين جادلوا بأن الصفحة 3 تشييء أجساد النساء، وتؤثر سلبًا على صورة أجساد الفتيات والنساء، وتديم التمييز على أساس الجنس. قام بعض السياسيين، وأبرزهم كلير شورت وكارولين لوكاس، بحملة لمنع صور الصفحة 3 من الصحف، على الرغم من أن سياسيين آخرين، بمن فيهم نك كلغ وإد فايزي، أعربوا عن قلقهم من أن مثل هذا الحظر من شأنه أن يضر بحرية الصحافة. لم تسن الحكومة البريطانية أبدًا تشريعات ضد الصفحة 3. وفي عام 2012، أطلقت الناشطة لوسي آن هولمز حملة لا مزيد من الصفحة 3 بهدف إقناع محرري الصحف وأصحابها بإنهاء الميزة طواعية. حظيت الحملة بدعم أكثر من 140 نائباً في البرلمان، فضلاً عن عدد من النقابات العمالية والجامعات ومنظمات المرأة.
في فبراير 2013، اقترح روبرت مردوخ، مالك صحيفة ذا صن، أن تصبح صفحة 3 "دارًا للتبادل"، تعرض صورًا جذابة دون إظهار العُري. في أغسطس من ذلك العام، استبدلت طبعة جمهورية أيرلندا من صحيفة ذا صن فتيات الصفحة 3 عاريات الصدور بعارضات أزياء جذابات يرتدين ملابس. حذت طبعات ذا صن البريطانية حذوها في يناير 2015، حيث توقفت عن نشر صفحة 3 بعد أكثر من 44 عامًا. في أبريل 2019، أصبحت صحيفة ذا ديلي ستار آخر صحيفة يومية مطبوعة تنتقل إلى صيغة "الجذابة بالملابس"، منهيةً بذلك تقاليد صفحة 3 في الصحافة الشعبية البريطانية. اعتبارًا من عام 2025، لا تزال صحيفة سندي سبورت المتخصصة هي الصحيفة الشعبية البريطانية الوحيدة التي تنشر عارضات أزياء عاريات الصدور.

## التاريخ
بعد أن أعاد روبرت مردوخ إطلاق صحيفة ذا صن الخاسرة بتنسيق التابلويد في 17 نوفمبر 1969، بدأ المحرر لاري لامب بنشر صور عارضات أزياء جذابات يرتدين ملابس على صفحتها الثالثة للتنافس مع منافس ذا صن الرئيسي، ديلي ميرور، التي كانت تنشر صور عارضات أزياء يرتدين ملابس داخلية أو بيكيني. أظهرت أول نسخة من صحيفة ذا صن في ذلك الشهر، العارضة أولا يندستروم، وهي ترتدي قميصًا مفتوح الأزرار بشكل مثير. كانت صور الصفحة 3 على مدار العام التالي اغرائية في كثير من الأحيان، لكنها لم تظهر عُريًا حتى احتفلت ذا صن بالذكرى السنوية الأولى لإعادة إطلاقها في 17 نوفمبر 1970 من خلال نشر صورة لعارضة الأزياء ستيفاني خان عارية. كانت خان جالسة في حقل، مع ظهور أحد ثدييها بالكامل من الجانب، وقد تم تصويرها بواسطة بيفرلي جودواي، الذي أصبح المصور الرئيسي لصحيفة ذا صن حتى تقاعده في عام 2003. وحلت محلة المصورة أليسون ويبستر في عام 2005 وبقيت حتى تم إيقاف الميزة.
لم تكن الصفحة 3 ميزة يومية في بداية السبعينيات، ولم تبدأ صحيفة "ذا صن" إلا تدريجيًا في عرض عارضات الصفحة 3 في أوضاع أكثر وضوحًا. وإيمانًا منها بأن الصفحة 3 يجب أن تعرض "فتيات لطيفات"، سعى لامب إلى تجنب صور تشبهة المواد الإباحية من خلال مطالبة مراسلات ذا صن بمراجعة صور الصفحة 3 للتأكد من أن النساء لن يعتبرنها "قذرة". ومع ذلك، أدت الميزة، والمحتوى الجنسي الآخر للصحيفة، إلى حظر بعض المكتبات العامة لصحيفة ذا صن. اتخذ مجلس محلي يسيطر عليه المحافظون آنذاك في سويربي بريدغ، يوركشاير، أول قرار من هذا القبيل، لكنه تراجع عنه بعد سلسلة من الأعمال المثيرة المحلية التي نظمتها الصحيفة وتغيير في التوجه السياسي للمجلس عام 1971.
يُنسب جزئيًا إلى الصفحة 3 تعزيز توزيع صحيفة ذا صن. في العام الذي تلا تقديم الصفحة 3، تضاعفت مبيعاتها اليومية إلى أكثر من 2.5 مليون، وأصبحت الصحيفة الأكثر مبيعًا في المملكة المتحدة بحلول عام 1978. كما بدأت الصحف الشعبية المنافسة، بما في ذلك بما في ذلك ديلي ميرور، ذا صنداي بيبول، وذا ديلي ستار، في نشر صور عارضات أزياء عاريات الصدر لزيادة مبيعاتها، على الرغم من أن ديلي ميرور وذا صنداي بيبول أوقفتا هذه الممارسة في الثمانينيات، ووصفتا الصور بأنها مهينة للنساء. في عام 1986، أطلق ديفيد سوليفان مجلة سندي سبورت، والتي تضمنت العديد من صور عارضات الأزياء عاريات الصدر في كل إصدار. في عام 1988، أطلقت ذا صن الميزة المصاحبة "صفحة 7 فيلا"، والتي تضمنت صورًا لعارضين أزياء ذكور عرات الصدر. لم تكتسب شعبية وتم إيقافها في التسعينيات.
أطلقت صفحة 3 مسيرة العديد من عارضات الأزياء البريطانيات المشهورات في الثمانينيات، بما في ذلك ديبي آشبي ودونا إيوين وسامانثا فوكس وكيرستن إمري وكاثي لويد وجيل ماكينا وسوزان ميزي وماريا ويتاكر، وبعضهن كان يبلغ من العمر 16 أو 17 عامًا عندما بدأن العمل كعارضات أزياء. أصبحت بعض فتيات صفحة 3 من المشاهير المعروفين وواصلن مسيرتهن المهنية في مجال الترفيه. أصبحت فوكس، التي بدأت الظهور على صفحة 3 في سن 16 عامًا في عام 1983، واحدة من أكثر النساء البريطانيات تصويرًا في الثمانينيات، بعد الأميرة ديانا ومارغريت ثاتشر. بعد مغادرة صفحة 3، بدأت مسيرة غنائية ناجحة.
في منتصف التسعينيات، بدأت صحيفة ذا صن بطباعة صور الصفحة 3 بالألوان، بدلاً من الأبيض والأسود في الغالب. واستبدال التعليقات التوضيحية لصور الصفحة 3، والتي كانت تحتوي سابقًا على تورية ذات إيحاءات جنسية، بقائمة بأسماء العارضات وأعمارهن ومدنهن الأصلية. أضافت لاحقًا عنصر "أخبار موجزة" الذي أعطى أفكار العارضة حول الشؤون الجارية. بعد استطلاع رأي القراء، توقفت صحيفة ذا صن في عام 1997 عن عرض العارضات اللاتي خضعن لعمليات تكبير الثدي، مثل كاتي برايس وميليندا ماسنجر. في يونيو 1999، أطلق الموقع الرسمي Page3.com، والذي عرض صورًا إضافية لعارضات الصفحة 3 الحاليات وصورًا أرشيفية لعارضات الصفحة 3 السابقات ومحتوى آخر ذي صلة بالصور والفيديو.

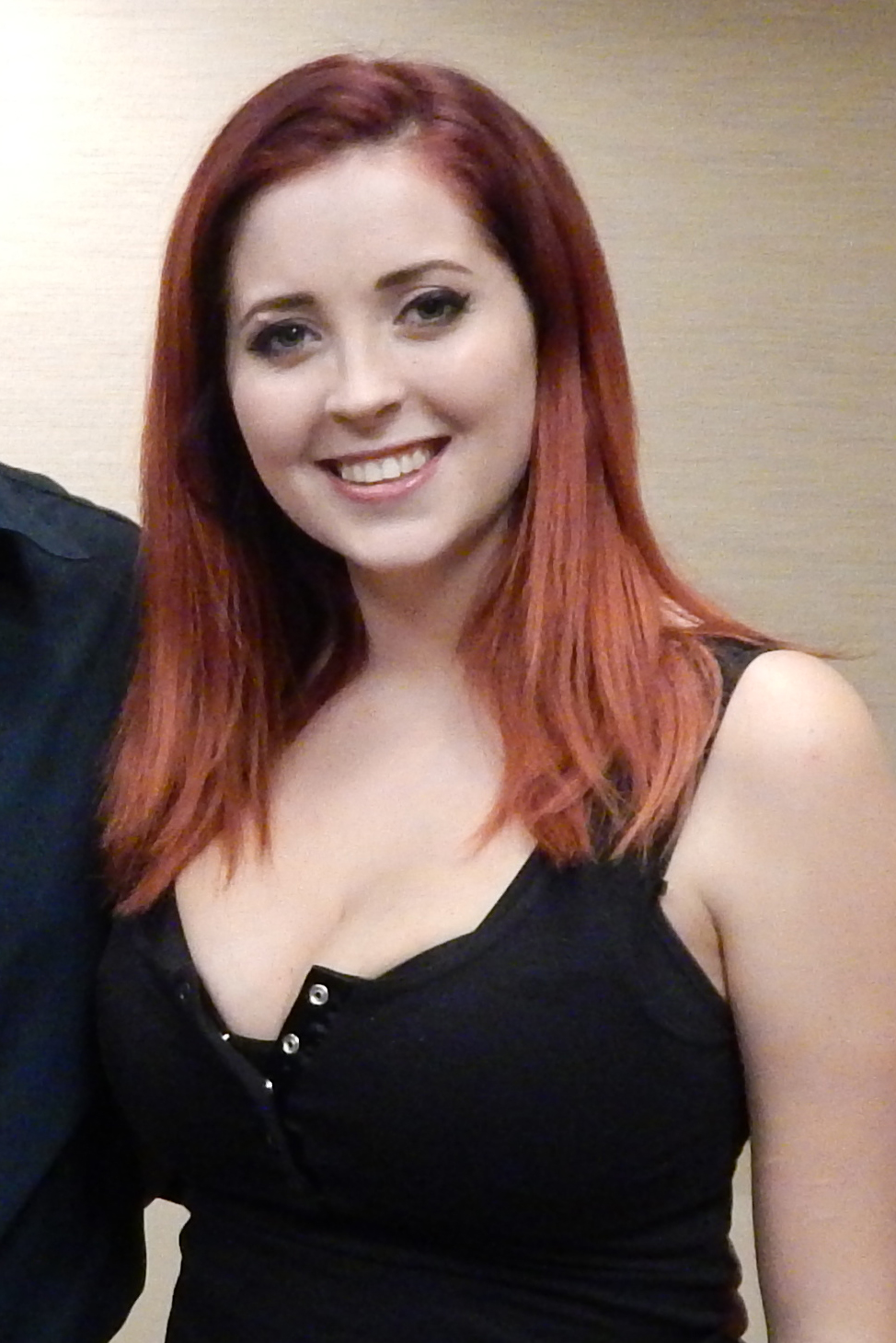
بدأت عارضة الأزياء لوسي كوليت في الظهور في عام 2011 بعد فوزها بمسابقة "صفحة 3 آيدول" التي نظمتها صحيفة ذا صن.

ابتداءً من عام 2002، أطلقت صحيفة ذا صن مسابقة سنوية بعنوان "صفحة 3 آيدول". كان بإمكان عارضات الأزياء الهواة تقديم صورهن للتصويت عليها من قِبل القراء، حيث تحصل الفائزة على جائزة نقدية وعقد عارضة مع "صفحة 3 آيدول". ومن بين الفائزات البارزات في "صفحة 3 آيدول" نيكولا تي، وكيلي هازل، ولوسي كوليت.
في مايو 2004، دخل قانون الجرائم الجنسية لعام 2003 حيز التنفيذ في إنجلترا وويلز، حيث رفع القسم 45 منه الحد الأدنى لسن الظهور في مثل هذه المنشورات من 16 إلى 18 عامًا.
في عام 2020، أنتجت القناة الرابعة فيلمًا وثائقيًا مدته ساعة، بعنوان "الصفحة الثالثة: الحقيقة العارية"، للاحتفال بمرور 50 عامًا منذ أن قدمت صحيفة ذا صن الصفحة الثالثة لأول مرة.